# 同构
同构（英語：Isomorphism）是一種线性变换，當T:V → W 是可逆時，這種线性变换就称之为同构。
在抽象代数中，同构指的是一个保持结构的双射。在更一般的范畴论语言中，同构指的是一个态射，且存在另一个态射，使得两者的复合是一个恒等态射。
正式的表述是：同构是在数学对象之间定义的一类映射，它能揭示出在这些对象的属性或者操作之间存在的关系。若两个数学结构之间存在同构映射，那么这两个结构叫做是同构的。一般来说，如果忽略掉同构的对象的属性或操作的具体定义，单从结构上讲，同构的对象是完全等价的，也就是说，如果我们定义一个关系∼ ，使得只要V和W同构，那么 V ∼ W ,可知 ∼ 是一个等价关系。
自同构(automorphism )是一个结构到其自身的同构。当两个结构之间的同构是唯一的（例如满足某种泛性质的解的情形），或者该同构相比其他同构更为自然（在某种意义上）时，这种同构被称为典范同构（即一种作为同构的典范映射）。例如，对于每个素数 p，所有具有 p 个元素的域都是典范同构的，并且这种同构是唯一的。而同构定理提供了并非唯一的典范同构。
“同构”一词主要用于代数结构。在这种情况下，映射被称为同态(homomorphism)，且当且仅当一个同态是双射时，它才是同构。

## 舉例
- 等距同构是度量空间的同構
- 同胚是拓扑空间的同構
- 微分同胚是微分流形的同構
- 群同構
- 环同态
- 置換是集合的同構

### 對數和指數函數
对数{\displaystyle \log :R^{+}\to R}
{\displaystyle \log(xy)=\log(x)+\log(y)}
指数函数
{\displaystyle \exp(x+y)=\exp(x)\exp(y)}

### 复数及其共轭函数
{\displaystyle \sigma :C\to C}
{\displaystyle \sigma (z):x-iy}

### 模算數
{\displaystyle \mathbb {Z} _{6}\cong \mathbb {Z} _{2}\times \mathbb {Z} _{3}}
因為中国剩余定理，若m, n是互質的，則
{\displaystyle \mathbb {Z} _{mn}\cong \mathbb {Z} _{m}\times \mathbb {Z} _{n}}

## 引入同构的目的
在数学中研究同构的主要目的是为了把数学理论应用于不同的领域。如果两个结构是同构的，那么其上的对象会有相似的属性和操作，对某个结构成立的命题在另一个结构上也就成立。因此，如果在某个数学领域发现了一个对象结构同构于某个结构，且对于该结构已经证明了很多定理，那么这些定理马上就可以应用到该领域。如果某些数学方法可以用于该结构，那么这些方法也可以用于新领域的结构。这就使得理解和处理该对象结构变得容易，并往往可以让数学家对该领域有更深刻的理解。

## 同构类
由于同构的复合仍是同构，恒等映射是同构，以及同构的逆映射也是同构，因此两个数学对象是同构的这一关系是一个等价关系。由同构所确定的等价类通常称为同构类 (isomorphism class)。
在数学中，同构类的例子非常丰富。
- 两个集合是同构的，当且仅当它们之间存在一个双射。有限集合的同构类可以用其包含元素的个数所表示的非负整数来标识。
- 有限维向量空间的同构类可以用其维数所表示的非负整数来标识。
- 有限单群的分类列举了所有有限单群的同构类。
- 闭曲面的分类列举了所有连通闭曲面的同构类。
- 序数本质上定义为良序集合的同构类（尽管其中涉及一些技术性问题）。

## 和相等的关系
尽管在某些情况下，同构的对象可以被视为相等，但必须区分相等和同构的概念。相等是指两个对象完全相同，因此关于一个对象的所有性质对于另一个对象也都成立。另一方面，同构与某种结构相关，两个同构的对象仅共享与该结构相关的性质。
例如，这些集合
{\displaystyle A=\left\{x\in \mathbb {Z} \mid x^{2}<2\right\}\quad {\text{ and }}\quad B=\{-1,0,1\}}
是相等的；它们只是同一整数子集的不同表示方式——第一个是内涵式表示（通过集合生成符号），第二个是外延式表示（通过明确列举）。相比之下，集合 {\displaystyle \{A,B,C\}}  和 {\displaystyle \{1,2,3\}}  并不相等，因为它们的元素不同。然而，作为集合，它们是同构的，但这种同构有许多选择（实际上有 6 种）。其中一种同构是：
{\displaystyle {\text{A}}\mapsto 1,{\text{B}}\mapsto 2,{\text{C}}\mapsto 3,}
另外一个是 
{\displaystyle {\text{A}}\mapsto 3,{\text{B}}\mapsto 2,{\text{C}}\mapsto 1,}
并且没有一种同构本质上优于其他同构。从这个观点和意义上来说，这两个集合并不相等，因为它们不能被视为完全相同：可以在它们之间选择一个同构，但这比相等性更弱，仅在所选择的同构的上下文中有效。
此外，整数和偶数作为有序集合和阿贝尔群（对于加法）是同构的，但它们不能被视为相等的集合，因为其中一个是另一个的真子集。
另一方面，当集合（或其他数学对象）仅通过其性质定义，而不考虑其元素的具体性质时，人们通常会将它们视为相等。这通常适用于满足泛性质的解。
例如，有理数通常被定义为整数对的等价类，尽管没有人会将有理数视为一个集合（等价类）。有理数的泛性质本质上是：它们构成一个包含整数且不包含任何真子域的域。结果是，具有这些性质的两个域之间存在唯一的域同构。这允许将这两个域视为相同的，因为一个域的所有性质都可以通过同构传递到另一个域上。
例如，通过在实数范围内对两个整数进行除法得到的实数，构成实数的最小子域。因此，从定义为整数对等价类的有理数到由两个整数的商构成的有理数之间存在一个唯一的同构。这允许将这两种有理数视为相同的。

## 延伸阅读
- Mazur, Barry,  (PDF), 12 June 2007  [2019-04-01], （原始内容存档 (PDF)于2019-10-24）